# Hmelnickiji atomerőmű
A hmelnickiji atomerőmű (ukránul: Хмельницька атомна електростанція [Hmelnicka atomna elektrosztancija]) Ukrajna Hmelnickiji területén fekvő Netyisin város mellett, a Horiny folyó közelében működő atomerőmű, melyet az állami Enerhoatom vállalat működtet. Jelenleg két reaktorblokkja üzemel. A harmadik blokk építése a befejezéséhez közeledik, a negyedik blokk építését pedig elkezdték.
Az erőmű építését 1975-ben határozták el, amikor a Szovjetunió Minisztertanácsa határozatot hozott egy nyugat-ukrajnai atomerőmű építéséről. Az erőmű neve kezdetben 2. sz. nyugat-ukrajnai erőmű volt. 1977 januárjában adott utasítást a szovjet Energetikai Minisztérium a munkálatok elindítására. Egy évvel később a Szovjetunió megállapodást kötött Csehszlovákiával, Lengyelországgal és Magyarországgal az erőműépítésben történő részvételről. A terület rendezése és az első építmények építése már az 1970-es évek végén elkezdődött, az erőmű 22 km²-es hűtőtavának kialakítását pedig 1980-ban kezdték el.
Az erőmű az oroszországi volgográdi atomerőműnél és a félbehagyott krími atomerőműnél is alkalmazott, négy, egyenként 1000 MW beépített teljesítményű VVER–1000 típusú atomreaktorral felszerelt blokkot tartalmazó típusterven alapul. Az erőmű építését 1981-ben kezdték el, ezzel egyidőben a másik három tervezett blokk alapjait is elkezdték építeni. Az első reaktorblokkot 1987-ben helyezték üzembe, december 22-én kapcsolták az elektromos hálózatra. A második blokk építését 1983-ban kezdték el és 1991-re tervezték a beindítását.
Az Ukrán Legfelsőbb Tanács 1990-ben moratóriumot hirdetett új atomerőművi blokkok építésére, ezért a második blokk üzembe helyezése több évet késett. Az építési munkálatokat 1993-ban kezdték újra, ezt követően azonban pénzügyi nehézségek hátráltatták az építkezést, azt csak 2002-ben sikerült jelentősen felgyorsítani. Ez elkészült második reaktorblokkot reaktorát 2004 júliusában aktiválták, majd augusztus 8-án kapcsolták Ukrajna elektromos hálózatára.
A hmelnickiji atomerőmű két blokkjával évente kb. 6–7 milliárd kWh elektromos energiát termel, ezzel Ukrajna atomerőművi áramtermelésének 9%-át adja.

## Külső hivatkozások
- A hmelnickiji atomerőmű honlapja (ukránul, angolul, oroszul) Archiválva 2022. március 4-i dátummal a Wayback Machine-ben